# Huta-Szerszniwśka
Huta-Szerszniwśka (ukr. Гута-Шершнівська) – wieś na Ukrainie, w obwodzie winnickim, w rejonie winnickim, w hromadzie Sutysky. W 2001 liczyła 92 mieszkańców.